# Full HD

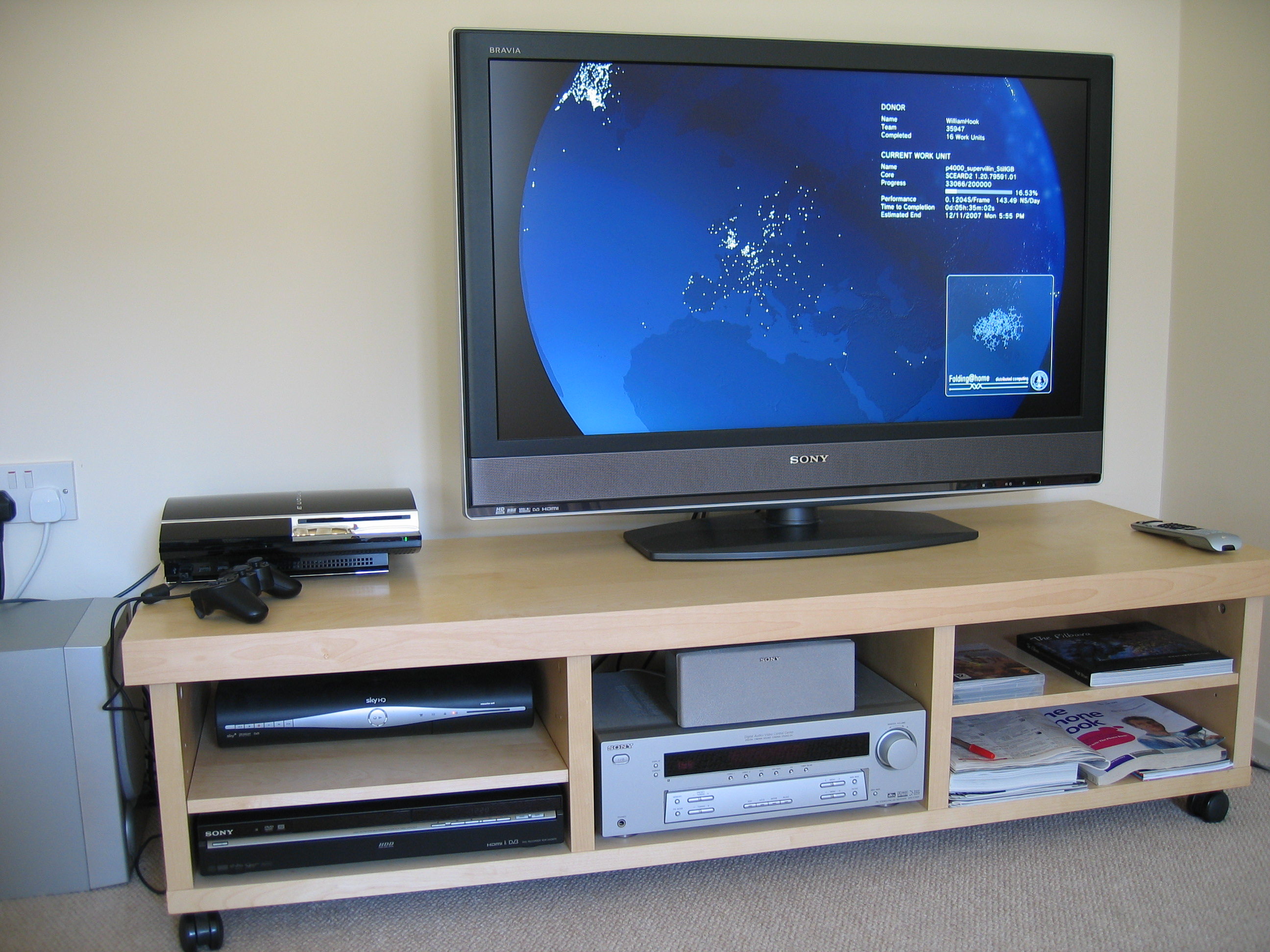
Home cinéma en Full HD.

Pour les articles homonymes, voir FHD, Full et HD.
Full HD (Full High Definition) (abrégé « FHD ») est une appellation commerciale qui signifie qu'un appareil (en général un téléviseur ou un moniteur vidéo) est capable d'afficher en définition native, une image vidéo constituée de 1 080 lignes, et de 1 920 pixels par ligne, et ce, quel que soit son mode de transmission (entrelacé ou progressif). Ce format est annoté 1 920 × 1 080 pixels.

## Explications
Contrairement à l'HD TV, anciennement appelé « HD Ready », le Full HD n'est pas un label certifié. Aucun cahier des charges n'a fait l'objet d'une concertation entre les constructeurs. Toutefois, l'appellation est respectée par les constructeurs pour des raisons de cohérence dans les gammes de produits et un produit certifié Full HD est dans la quasi-totalité des cas compatible avec des vidéos 1080i ou 1080p, mais n'est pas dans l'obligation d'afficher ou de diffuser des signaux 1080p.
Pour afficher intégralement une image en haute définition au format 1080i ou 1080p, il faut que l'écran ait au minimum 1 080 lignes comportant chacune 1 920 pixels ou encore 1 080 lignes horizontales par 1 920 colonnes verticales, c'est la raison pour laquelle est apparu le logo Full HD. Cependant un écran de définition inférieure ou supérieure pourra, après conversion à l'aide de son scaler video intégré, afficher cette image dans une définition respectivement inférieure ou supérieure.
En France, les dénominations « HD Ready » et « HD Ready 1080p » sont interdites sur les nouveaux appareils depuis décembre 2008, faisant place aux désignations « HD TV » et « HD TV 1080p ».